# Републикански път III-7001
Републикански път IIІ-7001 е третокласен път, част от Републиканската пътна мрежа на България, преминаващ по територията на Силистренска и Добричка област. Дължината му е 55,7 km.
Пътят се отклонява наляво при 25 km на Републикански път I-7 в южната част на град Алфатар и се насочва на изток през силно разчленената северна част на Добруджанското плато, като пресича дълбоките суходолия на реките Канагьол и Суха река. Преминава последователно през селата Войново, Кайнарджа и Краново, завива на югоизток, навлиза в Добричка област, минава през село Капитан Димитрово и в центъра на село Коритен се свързва с Републикански път III-293 при неговия 42,4 km.
| Пътища, отклоняващи се надясно (населено място, № на пътя, посока на пътя)                                 | km   | Пътища, отклоняващи се наляво (посока на пътя, № на пътя, населено място) |
| --- | ---- | ------------------------------------------------------------------------- |
| Община Алфатар, Област Силистра, I-7, 25 km, гр. Алфатар ← (от с. Ветрино) III-207, 80,8 km, гр. Алфатар → | 0,0  | ← гр. Алфатар, 25 km, I-7, Област Силистра, Община Алфатар гр. Алфатар    |
| Община Силистра                                                                                            | 5,5  | Община Силистра                                                           |
| (за с. Васил Левски) общински път ←                                                                        | 7,7  |                                                                           |
| | 12   | → общински път (за с. Попкралево)                                         |
| Община Кайнарджа                                                                                           | 12,9 | Община Кайнарджа                                                          |
| с. Войново                                                                                                 | 15,5 | с. Войново                                                                |
| (до с. Оброчище) II-71, 18 km ←                                                                            | 18,3 | ← 18 km, II-71 (от 6,9 km на I-7)                                         |
| (за с. Светослав) общински път, с. Кайнарджа ←                                                             | 23,7 | с. Кайнарджа                                                              |
| | 25   | → общински път (за с. Карван в Румъния)                                   |
| (за с. Зарник) общински път ←                                                                              | 27   |                                                                           |
| (за с. Добруджанка) общински път ←                                                                         | 30,8 |                                                                           |
| с. Краново                                                                                                 | 37,8 | с. Краново                                                                |
| Община Крушари, Област Добрич                                                                              | 44,8 | Област Добрич, Община Крушари                                             |
| (за с. Габер) общински път, с. Капитан Димитрово ←                                                         | 48,6 | с. Капитан Димитрово                                                      |
| (от 50,1 km на II-29) III-293, 42,4 km, с. Коритен →                                                       | 55,7 | → с. Коритен, 42,4 km, III-293 (до граница с Румъния)                     |